# مهار دوگانه
مهار دوگانه، یکی از سیاست‌های ایالات متحده آمریکا علیه ایران و عراق بود. این دو از متخاصم‌ترین کشورهای خاورمیانه علیه اسرائیل و آمریکا بودند. این راهبرد نخستین بار در ماه مه ۱۹۹۳ توسط مارتین ایندک در مؤسسه واشینگتن برای سیاست خاور نزدیک اعلام شد. سپس در ۲۴ فوریه ۱۹۹۴ در هم‌نشستِ (سمپوزیوم) شورای سیاست خاورمیانه به‌طور رسمی توسط ایندک اعلام شد. ایندک بعدها به عنوان مدیر ارشد امور خاورمیانه در شورای امنیت ملی آمریکا انتخاب شد. طرح سد نفوذ دوگانه شامل مقاصد بیل کلینتون مبنی بر تنظیم یک راهبرد پیرامون وضعیت ایده‌آل خلیج فارس پس از جنگ سرد و خلع ید عراق از کویت توسط آمریکا بود.